# Epipactis
Epipactis Zinn, 1757 è un genere di piante angiosperme monocotiledoni appartenenti alla famiglia delle Orchidacee, dall'aspetto di piccole erbacee perenni dai delicati fiori.

## Etimologia
Il termine Epipactis si trova per la prima volta negli scritti di Dioscoride Pedanio (Anazarbe in Cilicia, 40 circa - 90 circa) che fu un medico, botanico e farmacista greco antico che esercitò a Roma ai tempi dell'imperatore Nerone. L'origine di questo termine è sicuramente greca, ma l'etimologia esatta ci rimane oscura (qualche testo lo traduce con “crescere sopra”).
Il nome comune del genere (“Elleborine”) deriva dal fatto che inizialmente Linneo aveva adottato per questo genere il nome di  Helleborus, in seguito abbandonato.
L'attuale denominazione del genere ("Epipactis”) è stata invece scientificamente definita dal botanico e anatomista germanico Johann Gottfried Zinn (6 dicembre 1727 – 6 aprile 1759), membro tra l'altro dell'Accademia delle Scienze di Berlino, in una pubblicazione specifica sul genere Epipactis nel 1757.

## Descrizione
Sono piante erbacee perenni, alte normalmente da pochi centimetri fino a circa 100 cm. Possono essere sia glabre che pubescenti. Nell'ambito della famiglia delle Orchidacee questo genere è considerato terricolo. La forma biologica comune a tutte le specie europee è geofita rizomatosa (G rizh), ossia sono delle piante con un particolare fusto sotterraneo, detto rizoma, che ogni anno si rigenera con nuove radici e fusti avventizi. Queste piante, contrariamente ad altri generi delle orchidee, non sono “epifite”, ossia non vivono a spese di altri vegetali di maggiori proporzioni (hanno cioè un proprio rizoma); ma partecipano ad un particolare tipo di associazione simbiotica chiamata micorriza (per questo alcune specie hanno delle foglie molto ridotte o non colorate di verde) in quanto non hanno bisogno della clorofilla.

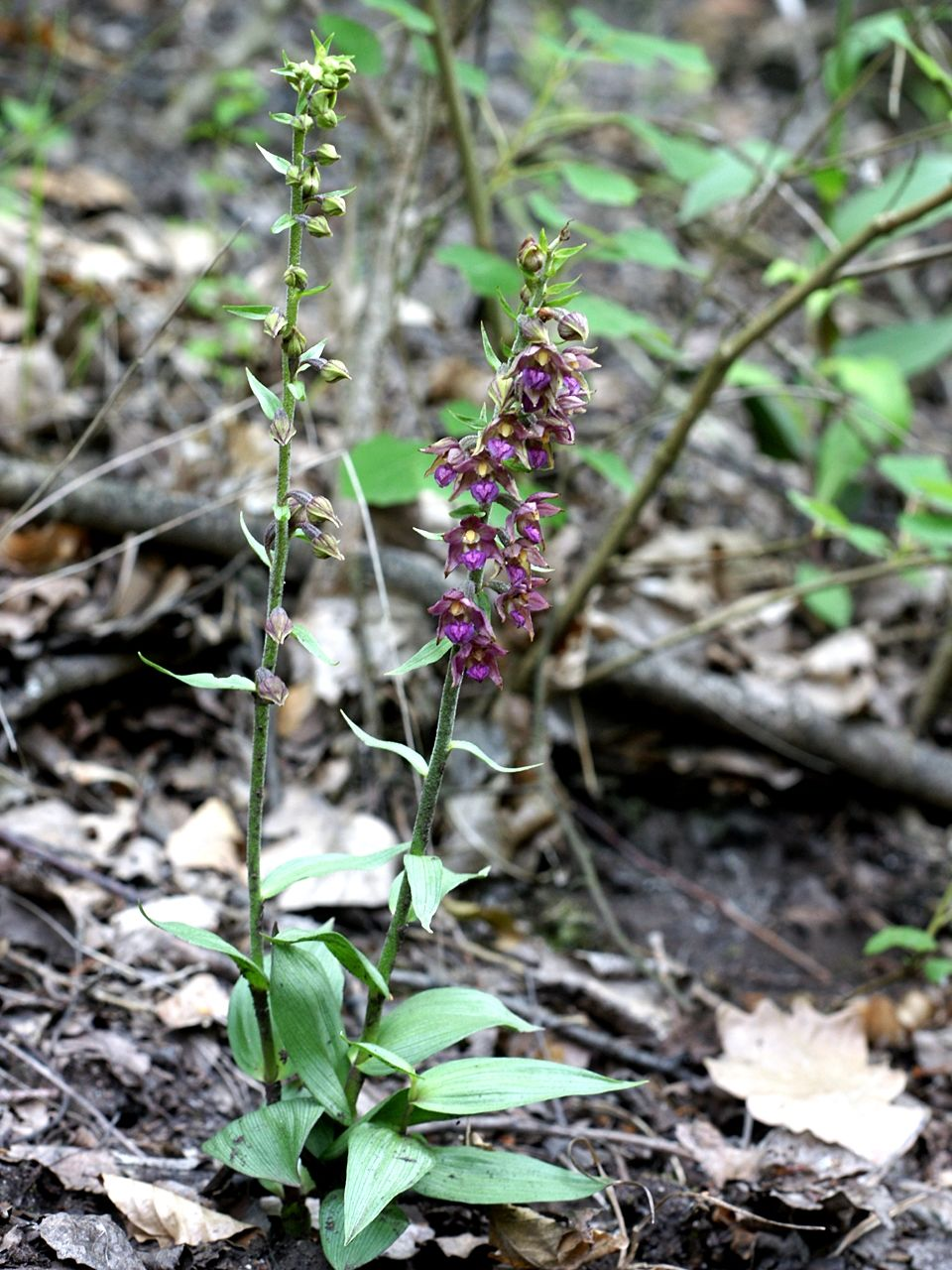
Il portamento (Epipactis atrorubens)
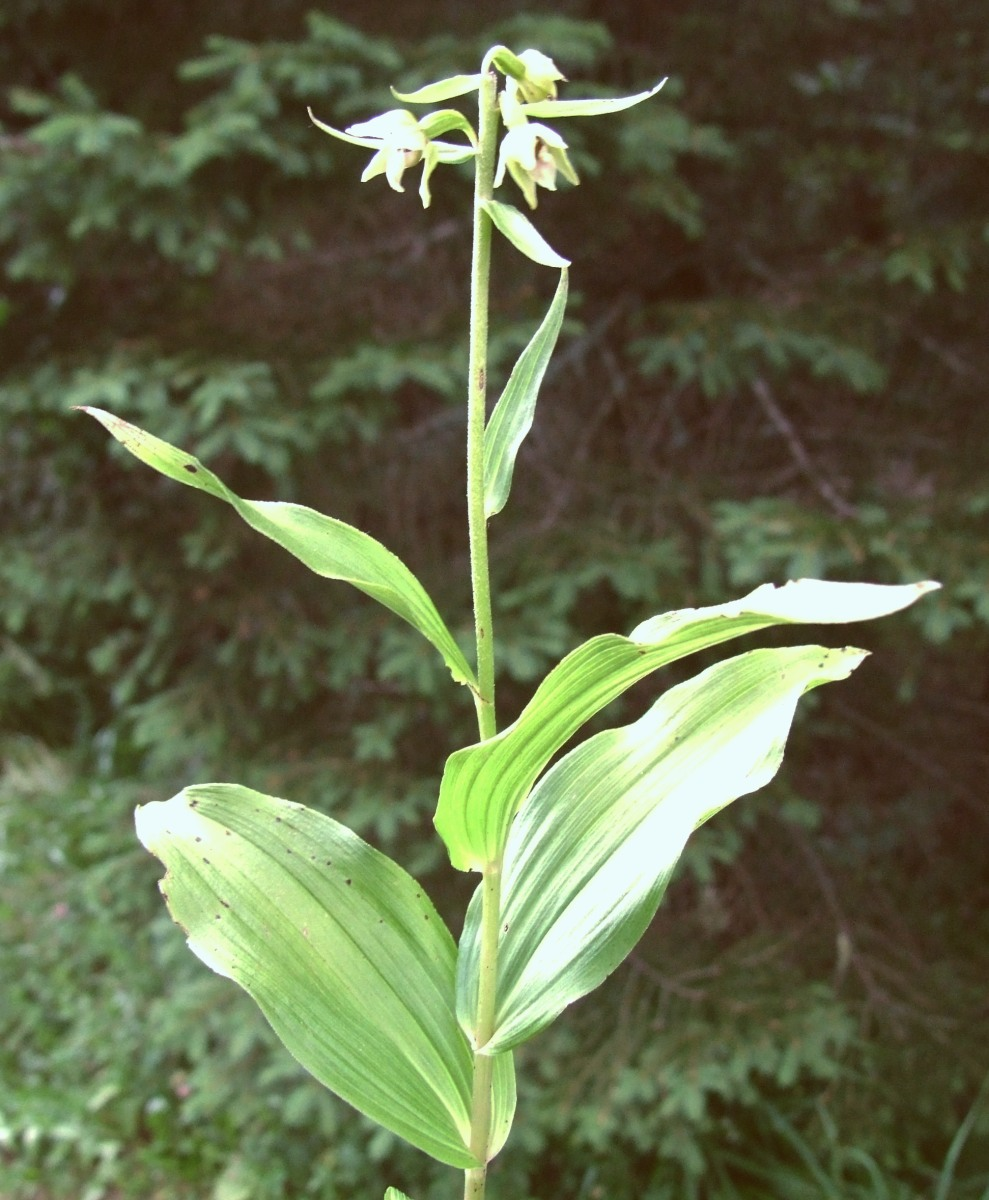
Le foglie (Epipactis muelleri)
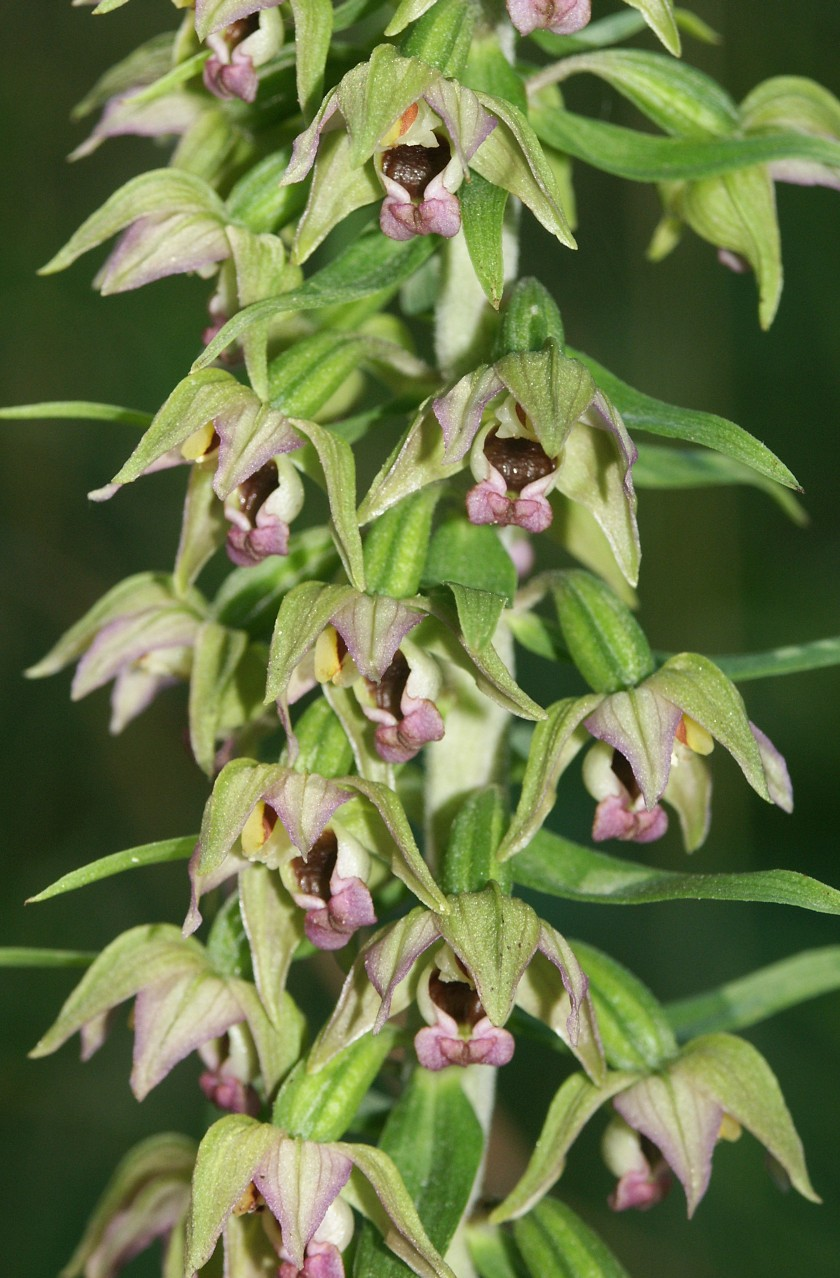
L'infiorescenza (Epipactis helleborine)
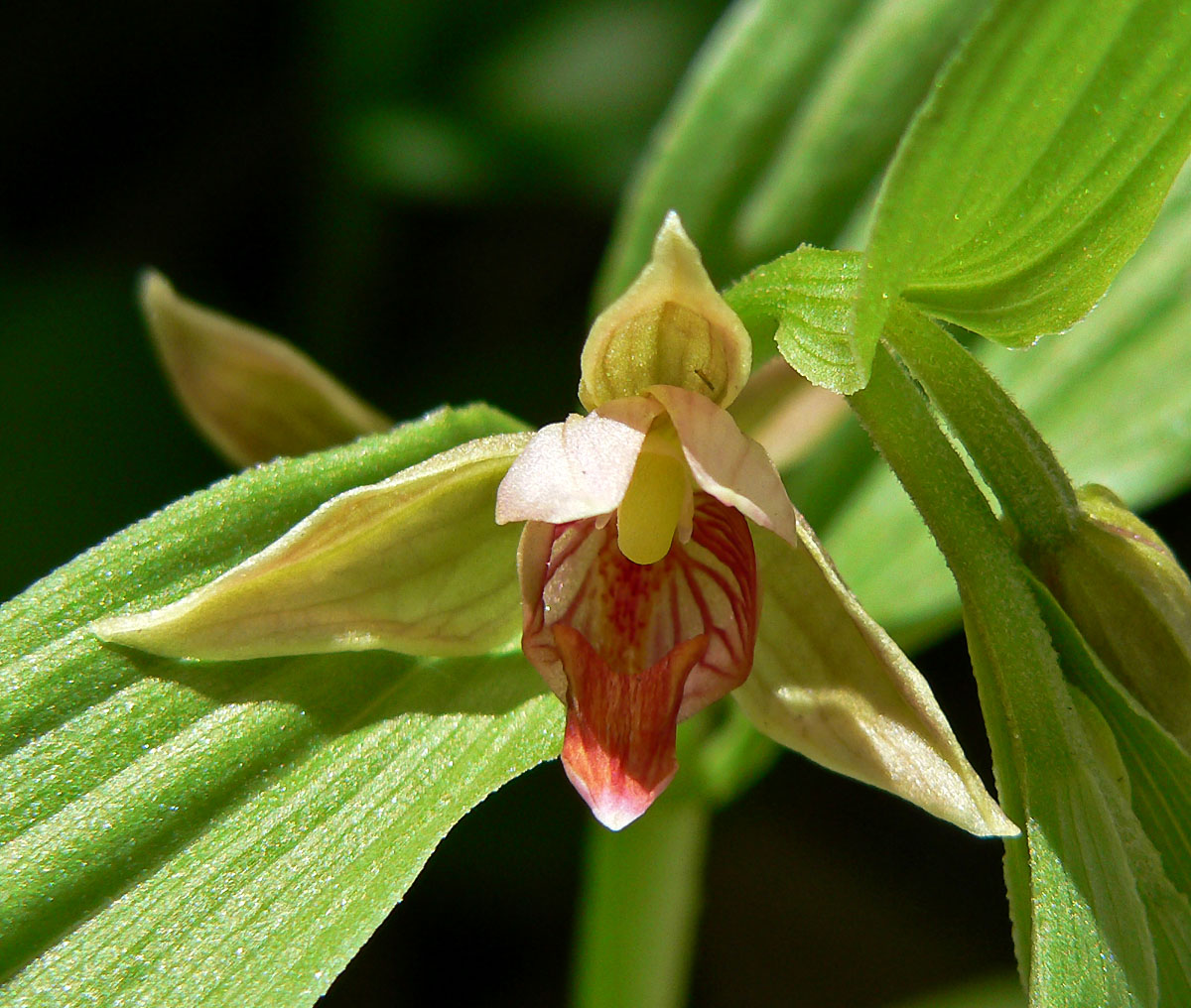
Il fiore (Epipactis gigantea)

### Radici
Le radici generalmente sono secondarie da rizoma e a volte sono piuttosto carnose.

### Fusto
- Parte ipogea: la parte sotterranea consiste in un rizoma che può anche essere stolonifero.
- Parte epigea: la parte aerea è fogliosa, eretta e semplice (poco o per nulla ramosa) e di sezione cilindrica.

### Foglie
Le foglie sono intere a forma ovato-lanceolata oppure ellittico-lanceolata. Sono sessili e amplessicauli e normalmente sono carenate centralmente. La disposizione delle foglie è distica. La superficie delle foglie si presenta con diverse nervature parallele. Le specie con foglie a scarsità di clorofilla sono sfumate di blu o violaceo.

### Infiorescenza
L'infiorescenza è un racemo terminale e lineare con fiori perlopiù penduli e pedicellati; la disposizione è leggermente unilaterale. Alla base del pedicello di ogni fiore possono essere presenti delle brattee erbacee a forma lanceolata. I fiori sono resupinati, ruotati cioè sottosopra tramite torsione del pedicello. 

### Fiore
I fiori sono ermafroditi ed irregolarmente zigomorfi, pentaciclici (perigonio a 2 verticilli di tepali, 2 verticilli di stami perlopiù atrofizzati, 1 verticillo dello stilo). Il colore dei fiori può essere biancastro, verde, rossastro o purpureo oppure bruno.
- Formula fiorale: per queste piante viene indicata la seguente formula fiorale:

P 3+3, [A 1, G (3)] (infero)

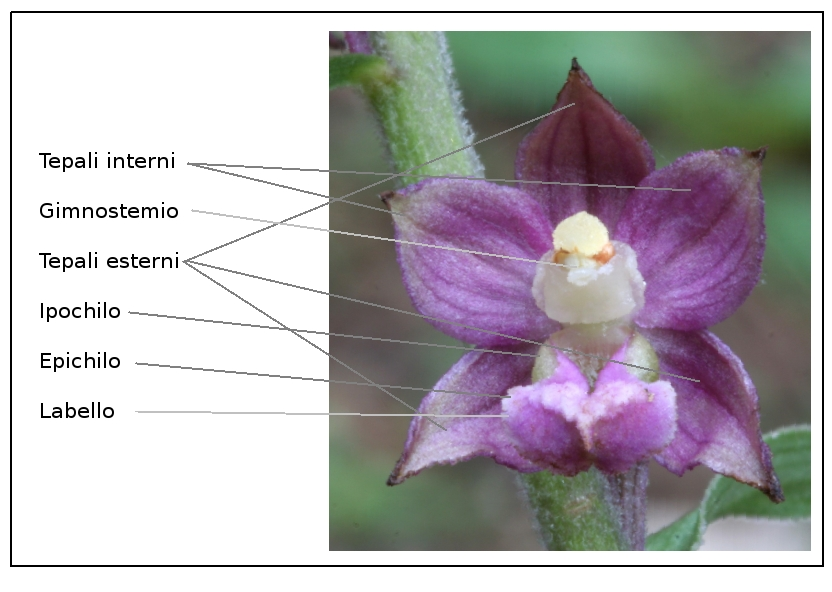
Descrizione del fiore

- Perigonio: il perigonio è composto da 2 verticilli con 3 tepali ciascuno (3 interni e 3 esterni) di forma più o meno lanceolata, liberi e generalmente patenti; il primo verticillo (esterno) ha 3 tepali uguali di tipo sepaloide (simili ai sepali del calice del perianzio) con apice acuto; nel secondo verticillo (interno) il tepalo centrale (chiamato “labello”) è notevolmente più sviluppato degli altri due laterali che possono presentarsi più o meno simili a quelli esterni oppure di dimensioni minori e colori diversi.
- Labello: il labello è diviso in due sezioni: la porzione posteriore del labello (basale, chiamata ipochilo) è concava e stretta (o anche saccata), mentre quella anteriore (apicale, chiamata epichilo) è generalmente allargata con varie increspature di forma orbiculare, acuminata, apiculata, triangolare o oblanceolata. Nel mezzo tra l'ipochilo e l'epichilo è presente una strozzatura che normalmente rende libero di oscillare l'epichilo. Il labello non è speronato come in altri generi della stessa famiglia, mentre invece può possedere due “calli” rugosi nei pressi della base. La parte nettarifera si trova nel ipochilo.

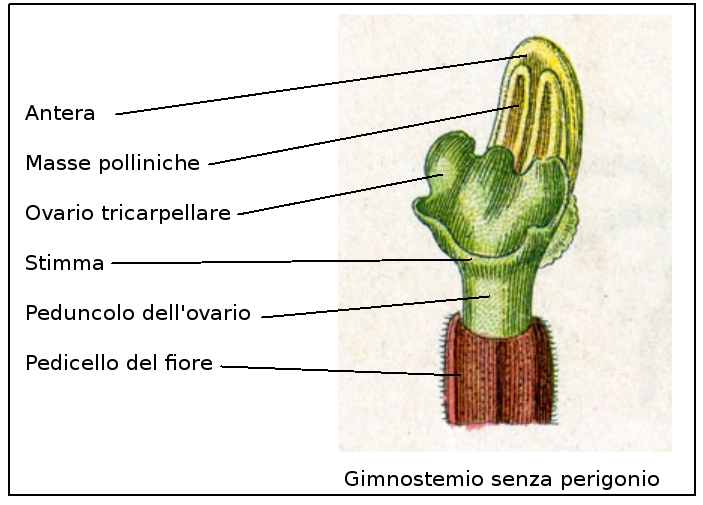
Descrizione del ginostemio

- Ginostemio:  lo stame con la rispettiva antera biloculare è concresciuto con lo stilo e forma una specie di organo colonnare chiamato ginostemio[5]. L'ovario è infero ed è peduncolato. La forma può essere piriforme-globosa come fusiforme ed è formato da tre carpelli fusi insieme. Il polline è più o meno incoerente ed è conglutinato in due masse cerose polliniche bilobe (una per ogni loculo dell'antera); queste masse sono prive di “caudicole” (filamento di aggancio all'antera).

### Frutti
Il frutto è una capsula a forma ellittica con più coste contenente moltissimi, minuti semi. Anche le capsule, come i fiori, sono pendule. I semi molto leggeri vengono dispersi dal vento e sono privi di albume.

## Biologia
Le piante di questo genere si riproducono prevalentemente tramite impollinazione: la maggior parte sono piante nettarifere, quindi è possibile una impollinazione entomofila (vespe, api e ditteri).

## Distribuzione e habitat
La distribuzione geografica di queste piante è “paleoartica”, un'area che va dall'Himalaya all'Africa settentrionale e dall'Asia fino all'Europa estendendosi fino alla parte più settentrionale dell'America boreale. Nei nostri territori le poche specie di questo genere frequentano i luoghi boschivi ed erbosi in genere umidi della fascia montuosa che va dalle regioni dell'ulivo fino a quelle del faggio.
Delle specie spontanee della flora italiana 10 vivono sull'arco alpino. La tabella seguente mette in evidenza alcuni dati relativi all'habitat, al substrato e alla diffusione delle specie alpine.
| Specie            | Comunità vegetali | Piani vegetazionali         | Substrato | pH     | Livello trofico | H2O   | Ambiente             | Zona alpina         |
| ----------------- | ----------------- | --------------------------- | --------- | ------ | --------------- | ----- | -------------------- | ------------------- |
| E. atrorubens     | 14                | collinare montano subalpino | Ca Ca-Si  | basico | basso           | secco | B6 C3 F2 F7 G4 I1 I2 | tutto l'arco alpino |
| E. autumnalis     | 14                | collinare                   | Ca-Si     | acido  | basso           | secco | I2                   | Prealpi Vicentine   |
| E. helleborine    | 14                | collinare montano subalpino | Ca Ca-Si  | basico | basso           | medio | B6 F7 I1 I2          | tutto l'arco alpino |
| E. h. orbicularis | 11                | montano subalpino           | Ca        | basico | basso           | secco | B6 F7 I1             | TO                  |
| E. leptochila     | 14                | collinare montano           | Ca        | basico | basso           | medio | I2                   | BG BS TN            |
| E. microphylla    | 14                | collinare montano           | Ca        | basico | basso           | secco | I2 I3                | TO BG TN BZ BL UD   |
| E. muelleri       | 11                | collinare montano           | Ca        | basico | basso           | umido | B6 F2 F7 G4 I1 I3    | tutto l'arco alpino |
| E. palustris      | 11                | collinare montano           | Ca Ca-Si  | basico | basso           | secco | E1 F3                | tutto l'arco alpino |
| Epipactis pontica | 14                | montano subalpino           | Ca-Si     | acido  | basso           | secco | I2                   | BL                  |

Legenda e note alla tabella.

Per il “substrato” con “Ca-Si” si intendono rocce di carattere intermedio (calcari silicei e simili); vengono prese in considerazione solo le zone alpine del territorio italiano (sono indicate le sigle delle province).
Comunità vegetali:
11  = comunità delle macro- e megaforbie terrestri
14  = comunità forestali
Ambienti:
C3 = ghiaioni, morene e pietraie
B6 = tagli rasi forestali, schiarite, strade forestali
E1 = paludi e torbiere basse
F2 = praterie rase, prati e pascoli dal piano collinare al subalpino
F3 = prati e pascoli mesofili e igrofili
F7 = margini erbacei dei boschi
G4 = arbusteti e margini dei boschi
I1 = boschi di conifere
I2 = boschi di latifoglie
I3 = querceti submediterranei

## Tassonomia
Il genere Epipactis appartiene alla tribù delle Neottieae e comprende oltre 60 specie diffuse in Europa, in Asia e in America, delle quali meno di una decina sono spontanee della flora italiana.
- Epipactis africana Rendle
- Epipactis alata Aver. & Efimov
- Epipactis albensis Nováková & Rydlo
- Epipactis atrorubens (Hoffm.) Besser
- Epipactis autumnalis Doro
- Epipactis bugacensis Robatsch
- Epipactis calabrica U.Grabner, S.Hertel & Presser
- Epipactis collaris S.Hertel
- Epipactis condensata Boiss. ex D.P.Young
- Epipactis cordigera S.Hertel & Presser
- Epipactis cupaniana C.Brullo, D'Emerico & Pulv.
- Epipactis dunensis (T.Stephenson & T.A.Stephenson) Godfery
- Epipactis etrusca Presser & S.Hertel
- Epipactis euxina Fateryga, Popovich & Kreutz
- Epipactis exilis P.Delforge
- Epipactis fageticola (C.E.Hermos.) Devillers-Tersch. & Devillers
- Epipactis fascicularis T.P.Lin
- Epipactis flaminia P.R.Savelli & Aless.
- Epipactis flava Seidenf.
- Epipactis garganica S.Hertel
- Epipactis gigantea Douglas ex Hook.
- Epipactis greuteri H.Baumann & Künkele
- Epipactis guegelii Robatsch
- Epipactis helleborine (L.) Crantz
- Epipactis humilior (Tang & F.T.Wang) S.C.Chen & G.H.Zhu
- Epipactis hyblaea Brullo & Zimmitti
- Epipactis hygrophila S.Hertel
- Epipactis ioessa Bongiorni, De Vivo, Fori & Romolini
- Epipactis kartliana Kreutz & Van Domm.
- Epipactis kleinii M.B.Crespo & M.R.Lowe & Piera
- Epipactis krym-montana Kreutz, Fateryga & Efimov
- Epipactis leptochila (Godfery) Godfery
- Epipactis lucana Presser, S.Hertel & V.A.Romano
- Epipactis lusitanica D.Tyteca
- Epipactis mairei Schltr.
- Epipactis majellensis Presser & S.Hertel
- Epipactis meridionalis H.Baumann & R.Lorenz
- Epipactis microphylla (Ehrh.) Sw.
- Epipactis muelleri Godfery
- Epipactis nordeniorum Robatsch
- Epipactis ohwii Fukuy.
- Epipactis olympica Robatsch
- Epipactis palustris (L.) Crantz
- Epipactis papillosa Franch. & Sav.
- Epipactis persica (Soó) Hausskn. ex Nannf.
- Epipactis phyllanthes G.E.Sm.
- Epipactis pinovica S.Hertel, Tsiftsis & Z.Antonop.
- Epipactis placentina Bongiorni & P.Grünanger
- Epipactis pontica Taubenheim
- Epipactis purpurata Sm.
- Epipactis rechingeri Renz
- Epipactis rivularis Kranjcev & Cicmir
- Epipactis royleana Lindl.
- Epipactis sanguinea S.Hertel & Presser
- Epipactis stellifera Di Antonio & Veya
- Epipactis tallosii A.Molnár & Robatsch
- Epipactis taurica Fateryga & Kreutz
- Epipactis thunbergii A.Gray
- Epipactis torqueta Presser, S.Hertel & V.A.Romano
- Epipactis tremolsii Pau
- Epipactis troodi H.Lindb.
- Epipactis turcomanica K.P.Popov & Neshat.
- Epipactis ulugurica Mansf.
- Epipactis veratrifolia Boiss. & Hohen.
- Epipactis xanthophaea Schltr.

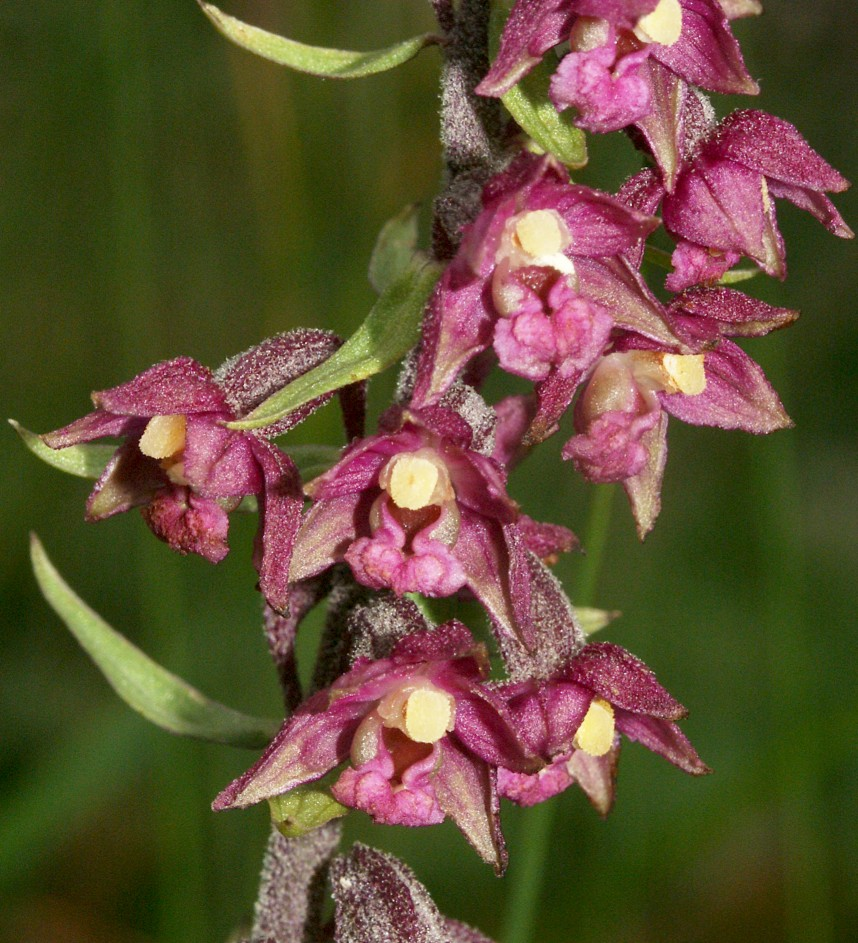
Epipactis atrorubens
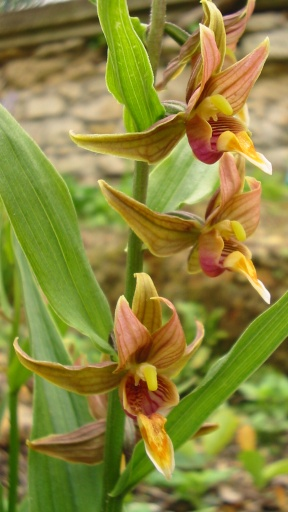
Epipactis gigantea
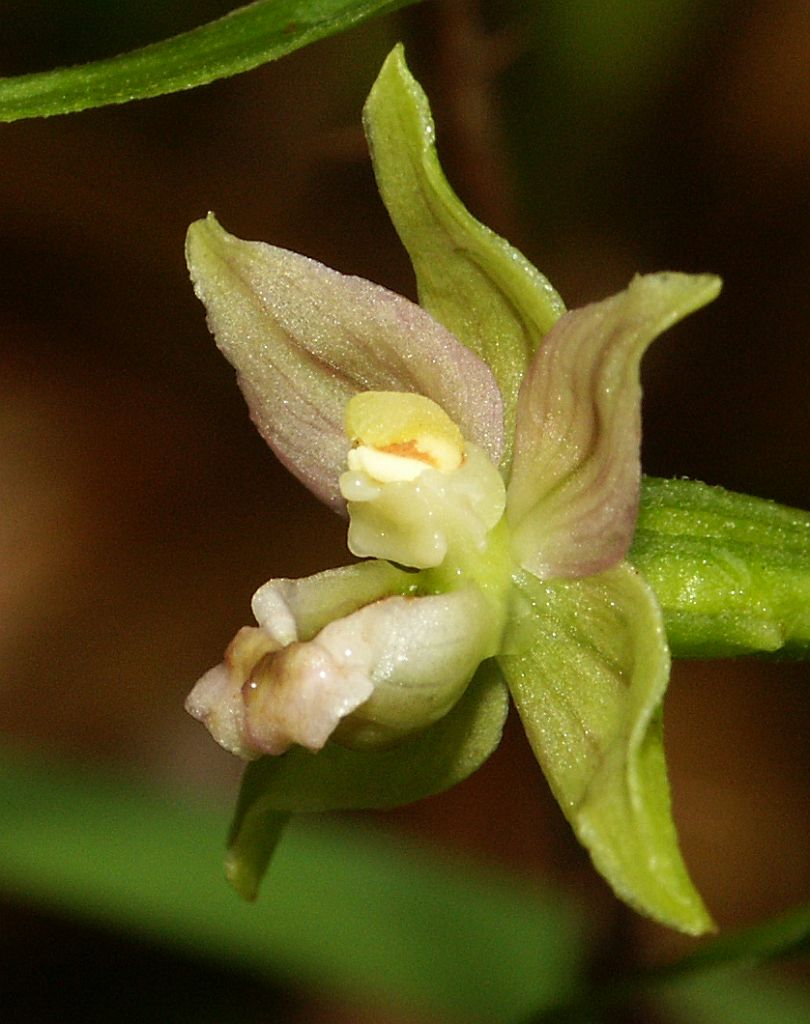
Epipactis helleborine
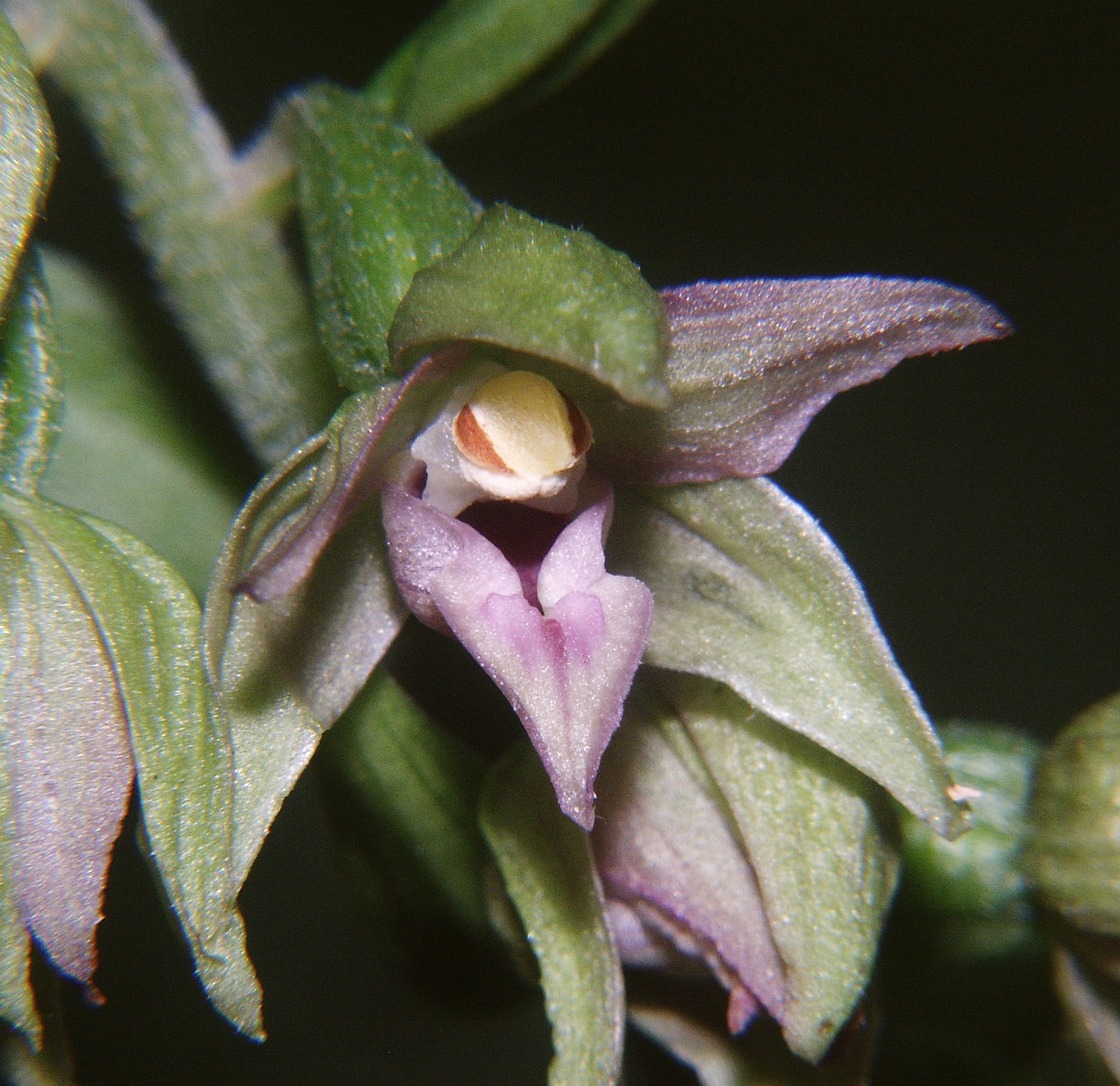
Epipactis leptochila
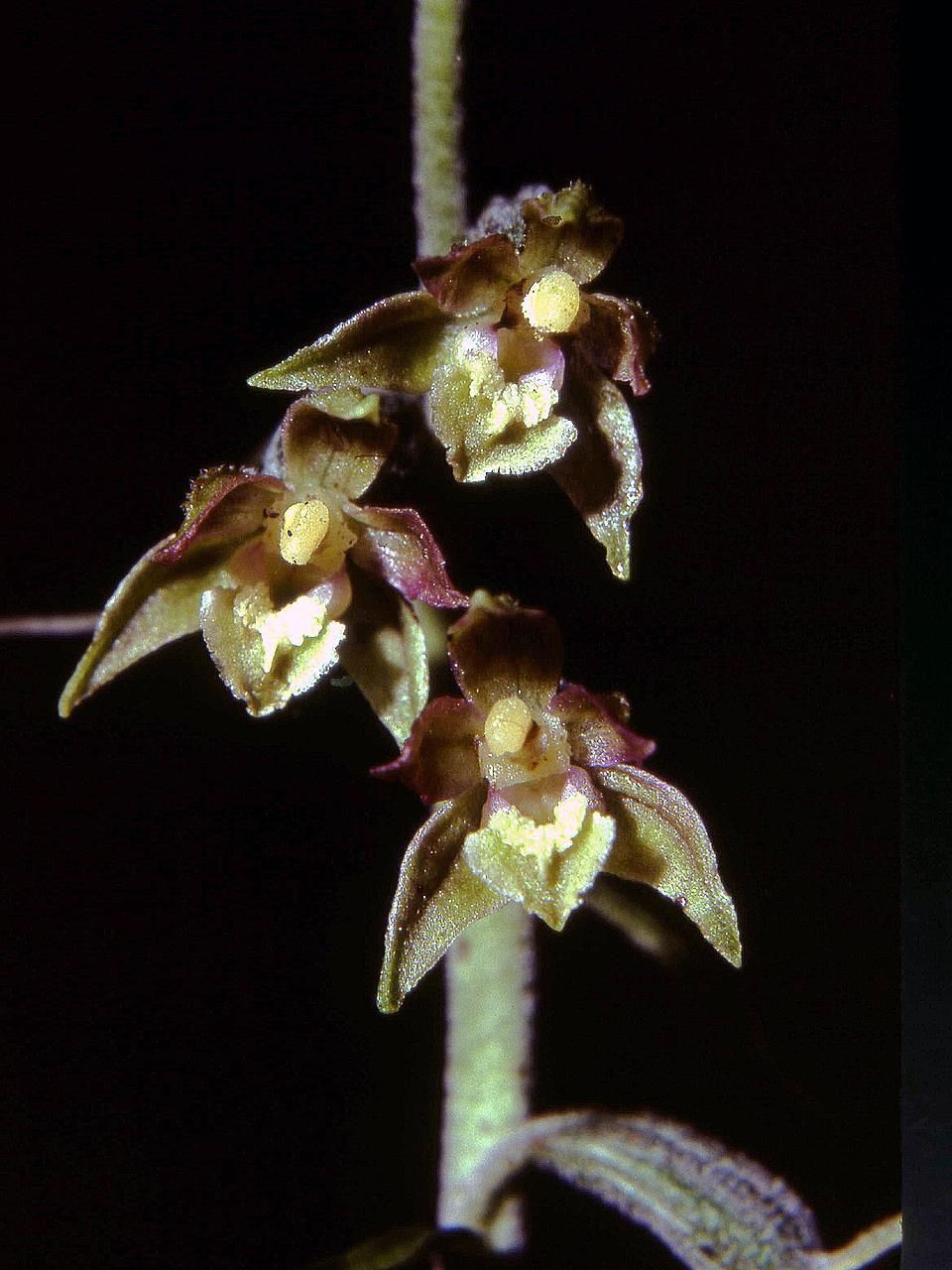
Epipactis microphylla
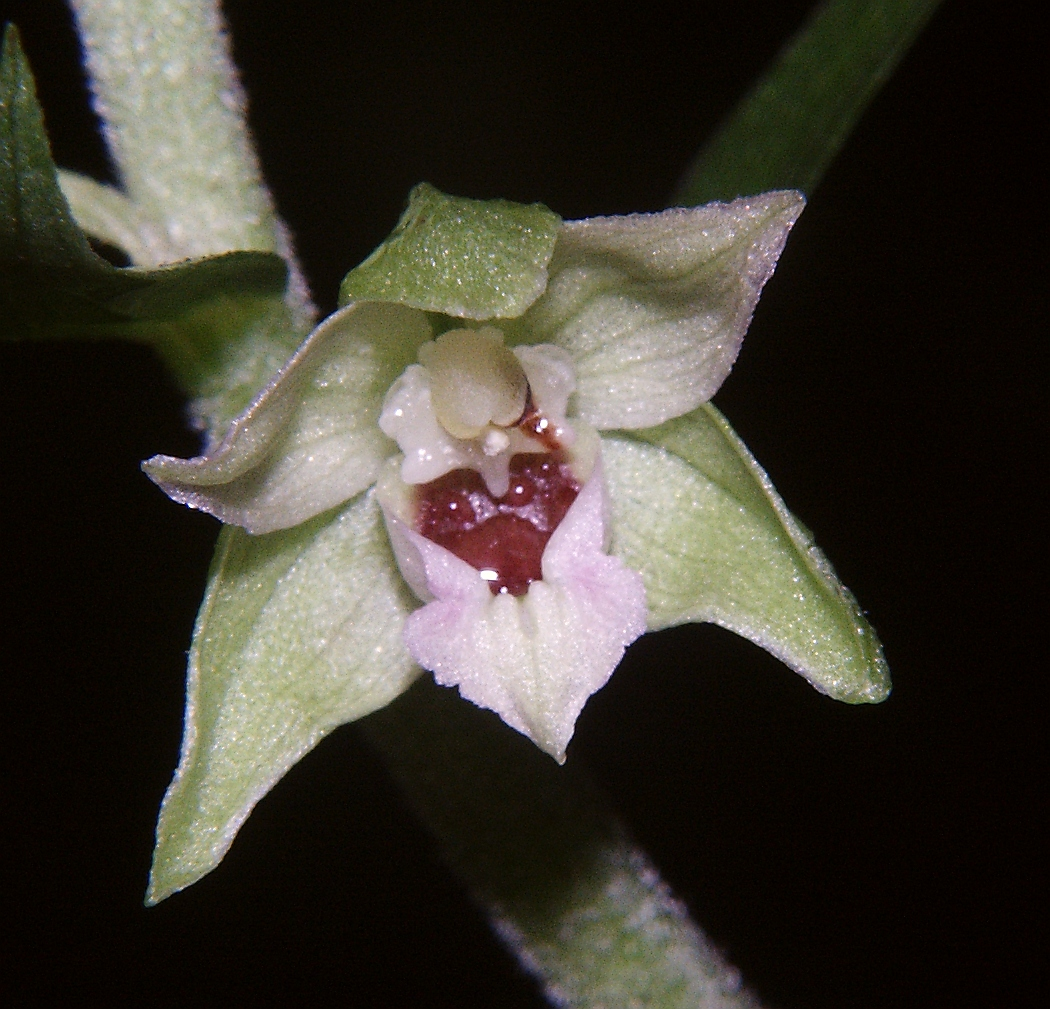
Epipactis muelleri
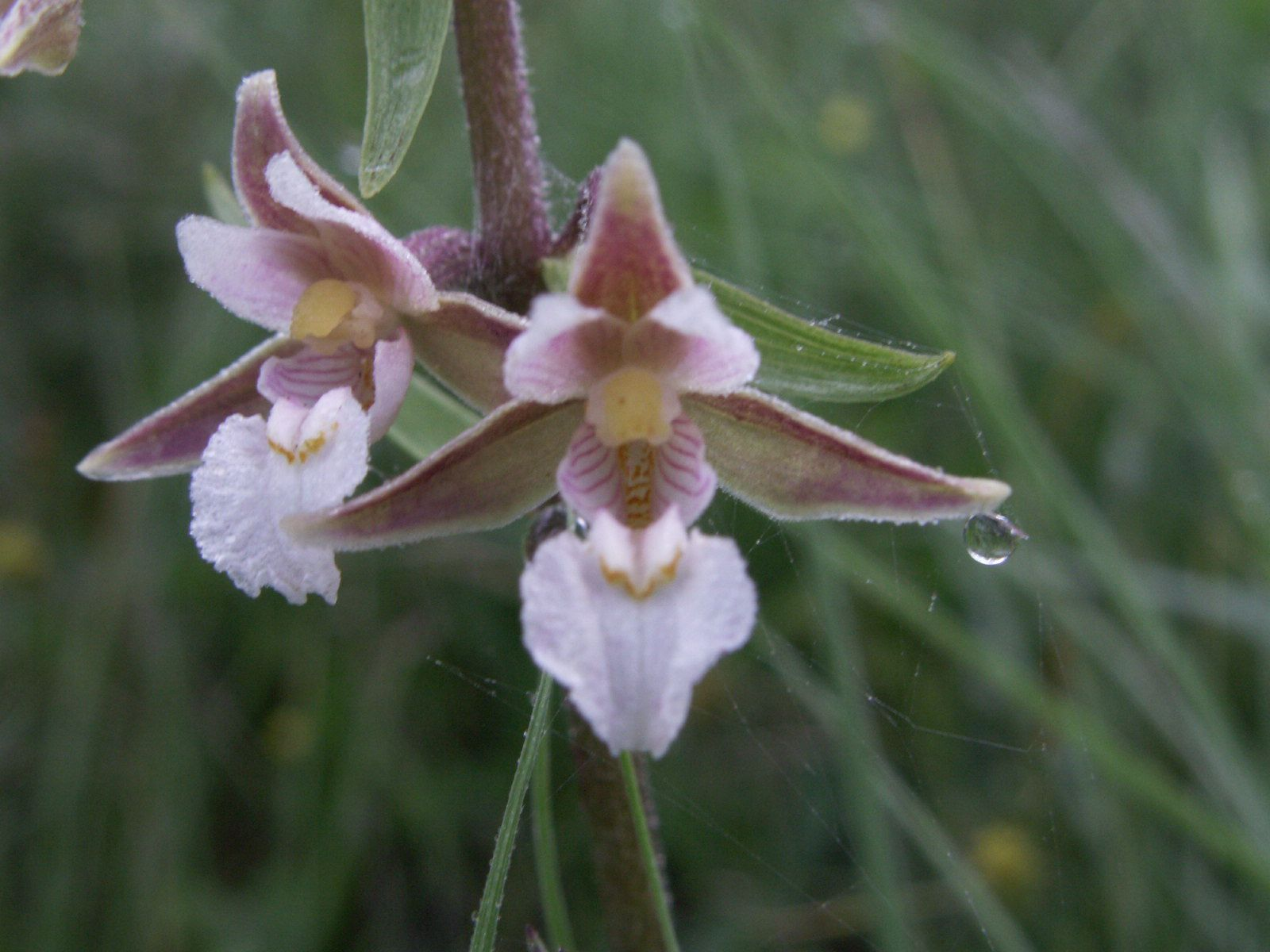
Epipactis palustris
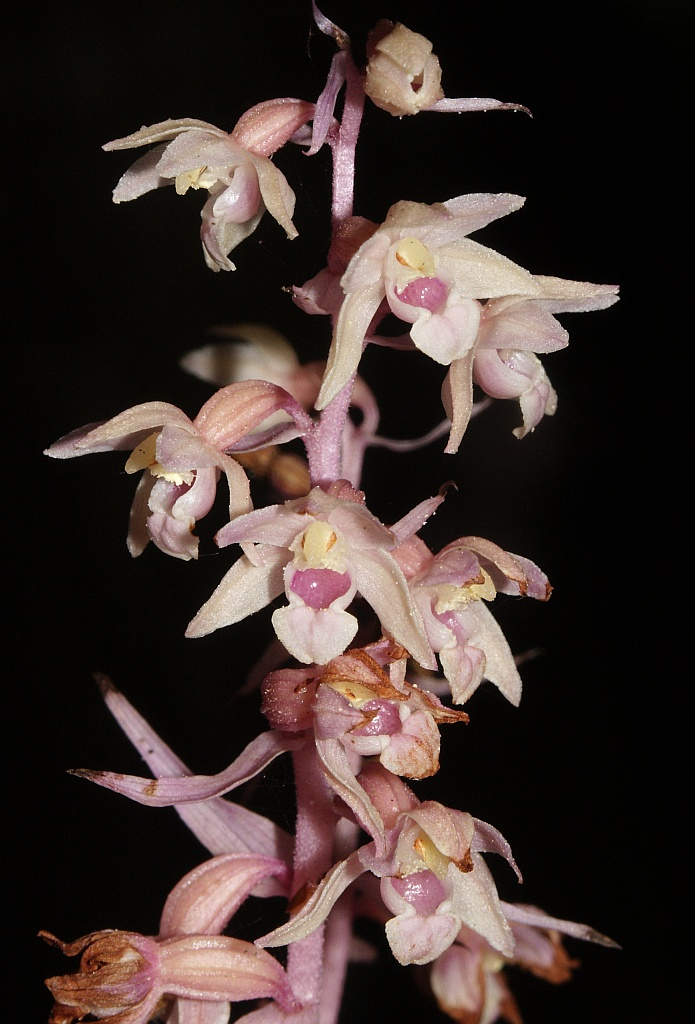
Epipactis purpurata

### Ibridi
Sono stati descritti i seguenti ibridi intraspecifici:

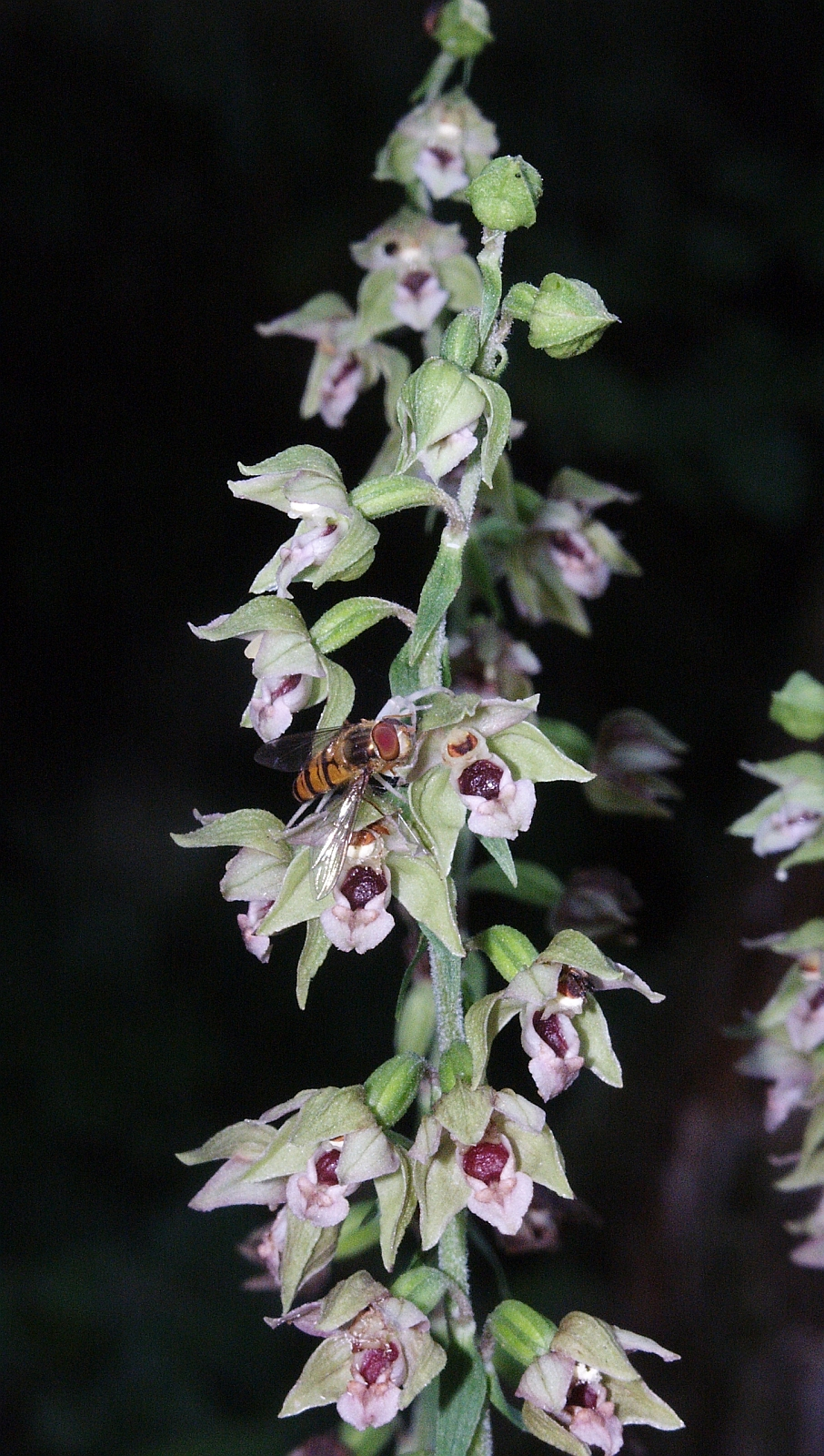
Epipactis × reinekei

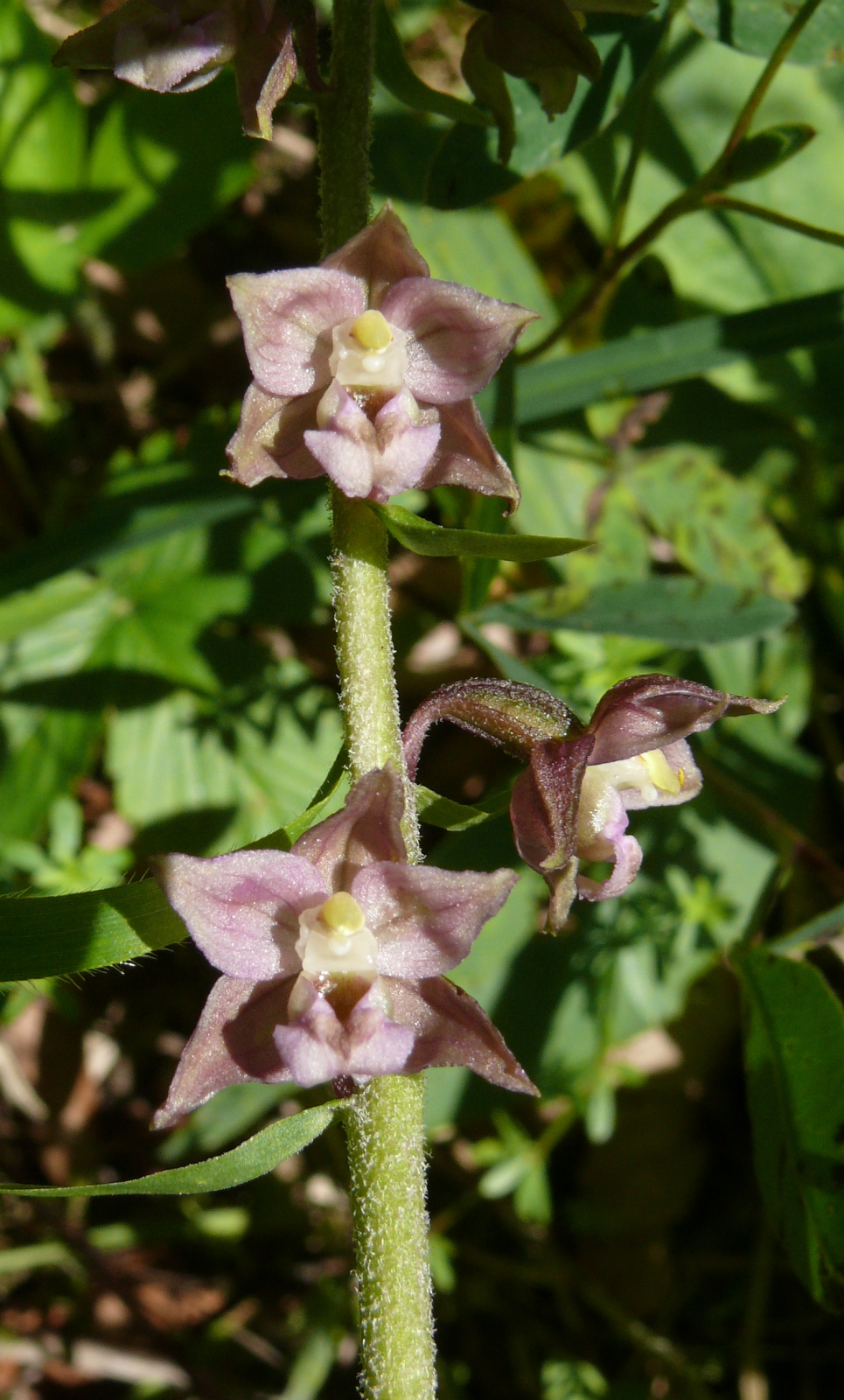
Epipactis × schmalhausenii

- Epipactis × barlae A.Camus (E. helleborine subsp. helleborine × E. microphylla)
- Epipactis × barreana B.Baumann & H.Baumann (E. latina × E. muelleri)
- Epipactis × breinerorum Batoušek (E. helleborine subsp. helleborine × E. greuteri)
- Epipactis × bruxellensis P.Delforge (E. helleborine × E. phyllanthes)
- Epipactis × cardonneae J.-M.Lewin (E. atrorubens × E. kleinii)
- Epipactis × conquensis Benito & C.E.Hermos. (E. cardina × E. kleinii)
- Epipactis × gerbaudiorum P.Delforge (E. provincialis × E. tremolsii)
- Epipactis × gevaudanii P.Delforge (E. helleborine × E. rhodanensis)
- Epipactis × graberi A.Camus (E. atrorubens × E. microphylla)
- Epipactis × hanseniorum Batoušek (E. helleborine × E. moravica)
- Epipactis × heterogama M.Bayer (E. atrorubens × E. muelleri)
- Epipactis × liestalensis A.Camus (E. atrorubens × E. palustris)
- Epipactis × mohilewiensis V.Lebedko & D.Dubovik (E. helleborine × E.  palustris)
- Epipactis × nicolosii M.P.Grasso & Grillo (E. helleborine × E. meridionalis)
- Epipactis × pupplingensis K.P.Bell (E. atrorubens × E. palustris)
- Epipactis × reinekei M.Bayer (E. helleborine subsp. helleborine × E. muelleri)
- Epipactis × robatschii Gévaudan & P.Delforge (E. bugacensis × E. atrorubens subsp. borbasii)
- Epipactis × schmalhausenii K.Richt. (E. atrorubens × E. helleborine subsp. helleborine)
- Epipactis × schulzei P.Fourn. (E. helleborine × E. purpurata)
- Epipactis × soguksuensis Kreutz (E. helleborine × E. turcica)
- Epipactis × stephensonii Godfery (E. helleborine e E. leptochila)
- Epipactis × subtilis Jakubska-Busse, Zolubak & Lobas (E. purpurata e E. albensis)
- Epipactis × vermionensis B.Baumann & H.Baumann (E. gracilis × E. helleborine)

### Specie spontanee della flora italiana
Per meglio comprendere ed individuare le varie specie del genere (solamente per le specie spontanee della nostra flora) l'elenco che segue utilizza in parte il sistema delle chiavi analitiche.
- Gruppo 1A: l'ovario è fusiforme (2 – 3 volte più lungo che largo);

- Epipactis autumnalis Doro – Elleborina autunnale: l'altezza di questa pianta va da 25 a 40 cm; il colore dei fiori è verde chiaro con labello biancastro; il tipo corologico è Endemico; l'habitat tipico sono i boschi freschi a mezza ombra; si trova solo nelle Prealpi Vicentine; la diffusione altitudinale è da 600 fino a 800 m s.l.m..
- Epipactis ioessa Bongiorni, De Vivo, Fori & Romolini: l'altezza di questa pianta va da 15 a 25 cm; il colore dei fiori è verde con sfumature violacee con labello verde chiaro sfumato di viola; il tipo corologico è Endemico; l'habitat tipico sono i boschi ombrosi e freschi; si trova solo in Basilicata; la diffusione altitudinale è di circa 1500 m s.l.m..
- Epipactis meridionalis H.Baumann & R.Lorenz : l'altezza di questa pianta va da 30 a 40 cm; il colore dei fiori è verde chiaro con sfumature rosacee; il tipo corologico è Endemico; l'habitat tipico sono i boschi di faggete; si trova nell'Italia del sud; la diffusione altitudinale è da 500 fino a 1900 m s.l.m..
- Epipactis palustris (L.) Crantz – Elleborina palustre: l'altezza di questa pianta va da 20 a 50 cm; il colore dei fiori è bruno scuro con labello bianco a striature rosse e macchie gialle al centro; il tipo corologico è Circunmboreale; l'habitat tipico sono le paludi e i prati umidi; la diffusione sul territorio italiano è quasi totale (a parte le isole); la diffusione altitudinale è fino a 1600 m s.l.m..

- Gruppo 1B: l'ovario è piriforme-globoso (lungo al massimo 2 volte la larghezza);

- Gruppo 2A: i “calli” dell'epichilo sono più o meno lisci;

Gruppo polimorfo:
- Epipactis greuteri H.Baumann & Künkele – Elleborina di Greuter: l'altezza di questa pianta va da 20 a 60 cm; i fiori sono verde biancastro con sfumature violacee con il labello verde chiaro-rosato;  il tipo corologico è Sud Est - Europeo; l'habitat tipico sono i sottoboschi di latifoglie; in Italia questa pianta si trova in Calabria; la diffusione altitudinale è da 800 fino a 1400 m s.l.m..
- Epipactis helleborine (L.) Crantz – Elleborina comune: l'altezza di questa pianta va da 30 a 60 cm; le foglie medie del fusto sono più lunghe della distanza internodale corrispondente; i fiori sono verdastri con labello color bianco-crema;  il tipo corologico è Paleotemperato; l'habitat tipico sono i boschi di latifoglie; la diffusione sul territorio italiano è totale; la diffusione altitudinale è fino a 1500 m s.l.m..

Sottospecie:
- E. h. latina W.Rossi & E.Klein – Elleborina latina: l'altezza di questa pianta va da 35 a 50 cm; i fiori sono verde-giallastro all'esterno e violaceo all'interno, il labello è più rosato;  il tipo corologico è Subendemico; l'habitat tipico sono i margini aridi dei boschi; la diffusione sul territorio italiano è nell'Appennino centrale e meridionale; la diffusione altitudinale è da 200 fino a 1600 m s.l.m..
- E. h. orbicularis (K.Richt.) E.Klein – Elleborina a foglie distanti: l'altezza di questa pianta va da 15 a 60 cm; i fiori sono verde pallido con sfumature brune, il labello è porporino chiaro;  il tipo corologico è Orofita – Sud Ovest Europeo; l'habitat tipico sono i margini dei boschi; in Italia questa orchidea si trova solo nelle Alpi; la diffusione altitudinale è circa fino a 1500 m s.l.m..
- E. h. schubertiorum (Bartolo, Pulv. & Robatsch) Kreutz: l'altezza di questa pianta va da 30 a 100 cm; i fiori sono verdastri con sfumature rosate, il labello è roseo-biancastro;  il tipo corologico è Endemica; l'habitat tipico sono i boschi di conifere e latifoglie; in Italia questa orchidea si trova in Calabria e in Puglia; la diffusione altitudinale è da 600 fino a 1000 m s.l.m..

- Epipactis leptochila Godfr. - Ellaborina a labello sottile: l'altezza di questa pianta va da 20 a 70 cm; le foglie hanno una lamina molto sottile e tenue; i fiori sono verde chiaro con labello bianco;  il tipo corologico è Europeo; l'habitat tipico sono i boschi di faggete; la diffusione sul territorio italiano è discontinua sia sulle Alpi che sugli Appennini; la diffusione altitudinale arriva fino a circa 1500 m s.l.m..

Sottospecie:
- E. l. aspromontana (Bartolo, Pulv. & Robatsch) Kreutz – Elleborina dell'Aspromonte: l'altezza di questa pianta va da 30 a 60 cm; i fiori sono verdastri con sfumature rosato-violacee;  il tipo corologico è Endemico; l'habitat tipico sono i boschi umidi di latifoglie; la diffusione sul territorio italiano è relativa solo al sud; la diffusione altitudinale è da 1100 fino a 1400 m s.l.m..

- Epipactis muelleri Godfr. - Elleborina di Mueller: l'altezza di questa pianta va da 20 a 65 cm; le foglie hanno una lamina coriacea e scanalata; i fiori sono verdi;  il tipo corologico è Europeo; l'habitat tipico sono i boschi di querce e carpini; la diffusione sul territorio italiano è discontinua (in parte nelle Alpi centrali e in parte nell'Appennini); la diffusione altitudinale arriva fino a circa 1500 m s.l.m..
- Epipactis exilis P.Delforge: l'altezza di questa pianta va da 15 a 45 cm; i fiori sono verdi chiaro labello rosato;  il tipo corologico è Sud Est Europeo; l'habitat tipico sono i boschi di latifoglie; in Italia è presente ovunque ma rara; la diffusione altitudinale è da 450 fino a 1800 m s.l.m..
- Epipactis pontica Taubenheim: l'altezza di questa pianta va da 10 a 35 cm; i fiori sono verdi con il labello colorato di verde e sfumature rosate;  il tipo corologico è Steno-Mediterraneo; l'habitat tipico sono i boschi freschi e ombreggiati di faggete; in Italia è presente in modo discontinuo; la diffusione altitudinale è da 800 fino a 1500 m s.l.m..
- Epipactis placentina Bongiorni & Grünanger – Elleborina di Piacenza: l'altezza di questa pianta va da 10 a 40 cm; i fiori sono purpureo-chiari;  il tipo corologico è Sud Europeo; l'habitat tipico sono le schiarite dei boschi di faggete; la diffusione sul territorio italiano è solo sugli Appennini; la diffusione altitudinale arriva fino a circa 800 m s.l.m..
- Epipactis purpurata Sm. – Elleborina purpurea: l'altezza di questa pianta va da 20 a 60 cm; le foglie medie del fusto sono lunghe quanto la distanza internodale corrispondente; i fiori sono biancastri con sfumature violacee;  il tipo corologico è Subatlantico - Europeo; l'habitat tipico sono i boschi di faggete; la diffusione sul territorio italiano è discontinua (in parte nelle Alpi centrali e in parte negli Appennini); la diffusione altitudinale va da 500 a 1500 m s.l.m..

- Gruppo 2B: i “calli” dell'epichilo sono tubercolati e rugosi, e comunque sempre ben evidenti;

- Gruppo 3A: ogni pianta possiede 6 – 11 foglie abbastanza sviluppate (mediamente 3 cm di larghezza per 7 cm di lunghezza);

- Epipactis atrorubens (Hoffm.) Besser – Elleborina violacea: l'altezza di questa pianta va da 20 a 80 cm; il colore dei fiori è violaceo o purpureo; il tipo corologico è Europeo - Caucasico; l'habitat tipico sono i macereti, i prati aridi e boscaglie su substrato calcareo; la diffusione sul territorio italiano è quasi totale (a parte le isole); la diffusione altitudinale è fino a 2000 m s.l.m..

- Gruppo 3B:  ogni pianta possiede 3 – 6 foglie non molto grandi (0,8 cm di larghezza per 3 cm di lunghezza);

- Epipactis microphylla (Ehrh.) Sw. – Elleborina minore: l'altezza di questa pianta va da 20 a 50 cm; il colore dei fiori è verdastro, arrossato all'apice dei tepali; il tipo corologico è Europeo - Caucasico; l'habitat tipico sono i macereti, i prati aridi e boscaglie su substrato calcareo; la diffusione sul territorio italiano è quasi totale; la diffusione altitudinale è fino a 1200 m s.l.m..
- Epipactis leptochila var. savelliana (Bongiorni, De Vivo & Fori) P.Delforge – Elleborina di Savelli: l'altezza di questa pianta va da 20 a 30 cm; il colore dei fiori è verde-biancastro con sfumature giallastre; il tipo corologico è Endemico; l'habitat tipico sono i boschi di faggete in zone ombreggiate; in Italia si trova sulla Majella; la diffusione altitudinale è fino a 1000 m s.l.m..

Di recente ritrovamento e ancora da studiare a fondo:
- Epipactis tallosii subsp. zaupolensis Barbaro & Kreutz  - Elleborina di Zoppola

### Generi simili
- Cephalanthera Richard – Cefalantera: è senz'altro il genere più vicino a quello delle “elleborine”. Le differenze più marcate sono nell'ovario che è sessile (e non pedicellato), i fiori sono eretti (e non penduli) e infine la resupinazione (rotazione sottosopra dei fiori) è causata dalla torsione dell'ovario e non del pedicello come nel genere Epipactis.

## Usi

### Giardinaggio
L'unico uso che si fa di queste piante è quello nel giardinaggio rustico e roccioso. Sono piante che hanno bisogno di quote non molto alte, ricche di humus su un sottosuolo calcareo relativamente umido. Le specie che più frequentemente vengono usate sono la Epipactis palustris e la Epipactis atrorubens.